# Palacio de Cimarra
Palazzo Cimarra es un palacio en Roma, situado en via Panisperna, en el distrito de Monti, justo en frente de la iglesia de San Lorenzo en Panisperna.

## Historia
El palacio fue construido en 1736 quizás por Ferdinando Fuga, atribución sin embargo sin fuentes seguras; Se sabe que Fuga trabajaba en ese momento en la cercana iglesia del Gesù Bambino all'Esquilino. A finales del siglo XVIII pasó a manos del conde de Souza Holstein, embajador del Reino de Portugal en Roma, y el palacio rápidamente se hizo famoso por las suntuosas fiestas y banquetes que allí se celebraban.
En el siglo XIX el edificio fue adquirido por la familia Cimarra, pero, entre 1860 y 1870, estuvieron destinados allí los Zuavos papales, un cuerpo de infantería formado por soldados procedentes principalmente de Francia, Bélgica y los Países Bajos. Después del 20 de septiembre fue adquirido por el Estado italiano que continuó utilizándolo como alojamiento militar. Renovado en 1958, es utilizado por el Ministerio del Interior.
La planta del palacio es irregular, con esquinas con pilastras angulares, una serie de ventanas y un portal rústico.